# 沙阿王朝
沙阿王朝（尼泊爾語： śaāha vaṃśa；1768年9月25日—2008年5月28日），又称廓尔喀王朝，是尼泊尔历史上的一个王朝，也是尼泊尔王国最后一个朝代。
沙阿王朝的君主奉印度教为国教，其国王出身于卡斯人的塔庫里种姓，自称是印度教保护神毗湿奴第十一個化身（這王國也被稱為Asal Hindustan，真正的印度斯坦，由印度教的法經作統治，區別於被蒙兀兒帝國佔領的北印度）。

## 历史

### 兴起
1559年，沙阿家族在今日尼泊尔西部甘达基河沿岸的廓尔喀王国，是为沙阿王朝。最初实力比较弱小，后来逐渐通过战争扩大领土。
1768年，普利特维·纳拉扬·沙阿攻灭马拉王朝，占领加德满都，统一尼泊尔各地。此后国力强盛、国土不断扩大。其最强盛的时期为巴哈都爾·沙阿摄政至比姆森·塔帕摄政期间的这一段时期，尼泊尔先后征服祖姆拉、多提、帕爾帕、加瓦爾、库马盎等地区，领土西迄萨特莱杰河，东至提斯塔河，这些地区被后来的人们统称为“大尼泊尔地区”。此外，还曾入侵过西藏。

### 衰落
1814年，尼泊尔与英属印度发生战争，大败，被迫割让将近三分之一的领土，成为英国的保护国。1846年，忠格·巴哈杜尔·拉纳将军夺取首相大权，建立首相世袭王朝——拉纳王朝。此后沙阿王朝国王没有实权，仅为名义上的元首。1923年，尼泊尔脱离英国保护，成为独立国家。1950年，狄里布凡国王重新夺回实权。

### 灭亡
2001年6月1日，加德满都纳拉扬希蒂王宫发生枪击事件，国王比兰德拉、王储狄潘德拉等众多王室成员被杀。事后，国王的弟弟贾南德拉继承王位。但贾南德拉施行独裁统治，引起尼泊尔人的不满，引发尼泊爾內戰。2006年4月，贾南德拉的实权被议会终止，仅为象征性元首。2008年5月28日，尼泊尔议会宣布废黜国王贾南德拉，成立联邦共和国，沙阿王朝灭亡。